# PhotoDNA
PhotoDNA ist eine von Microsoft in Zusammenarbeit mit der Universität Dartmouth entwickelte Technik, um Fotos anhand eines robusten Fingerabdrucks zu identifizieren. Dieser ist gegenüber leichten Veränderungen des Fotos, wie Farbveränderungen oder Verkleinern, unempfindlich. Dazu wird das Bild in ein Schwarz-Weiß-Bild gewandelt, verkleinert und mit einem Raster in Einzelbilder zerlegt. Jedes Einzelbild wird nach dem stärksten Gradienten abgesucht. Die Gradienten aller Bilder zusammen ergeben die PhotoDNA.
Sie wird eingesetzt, um kinderpornografische Bilder in Webdiensten von Microsoft, Google, Facebook, Twitter, Adobe Inc. und anderen Firmen aufzuspüren, zu blockieren und entsprechenden Behörden zu melden.
Microsoft spendete diese Technik an den gemeinnützigen amerikanischen Verein National Center for Missing & Exploited Children. Im März 2014 kündigte Microsoft an, dem deutschen Bündnis White IT PhotoDNA auch für die Arbeit in Deutschland zur Verfügung zu stellen.